# Småvattnen (Frostvikens socken, Jämtland, 715939-144535)
Småvattnen är en sjö i Strömsunds kommun i Jämtland och ingår i Ångermanälvens huvudavrinningsområde. Sjön har en area på 0,345 kvadratkilometer och ligger 458,5 meter över havet. Småvattnen ligger i Frostvikenfjällen Natura 2000-område. Sjön avvattnas av vattendraget Storån (Risedeån).

## Delavrinningsområde
Småvattnen ingår i det delavrinningsområde (716036-144486) som SMHI kallar för Utloppet av Småvattnen. Medelhöjden är 583 meter över havet och ytan är 4,8 kvadratkilometer. Räknas de 42 avrinningsområdena uppströms in blir den ackumulerade arean 103,96 kvadratkilometer. Storån (Risedeån) som avvattnar avrinningsområdet har biflödesordning 3, vilket innebär att vattnet flödar genom totalt 3 vattendrag innan det når havet efter 294 kilometer. Avrinningsområdet består mestadels av skog (74 procent) och kalfjäll (19 procent). Avrinningsområdet har 0,34 kvadratkilometer vattenytor vilket ger det en sjöprocent på 7 procent.